# 任顯群
任顯群（1912年10月21日—1975年8月28日），生於江蘇宜興，曾任台灣省行政長官公署交通廳長、台灣省政府財政廳長及臺灣銀行董事長。在財政廳長任內，他在台灣推動統一發票與愛國獎券，被譽為「台灣統一發票之父」，對於安定台灣經濟有很大貢獻。

## 生平
任顯群出身世家，畢業於上海東吳大學法學院。24歲時任上海持志中學教務主任，與小他兩歲的學生章筠倩師生戀，兩人在家鄉皆有婚約，雙方一起私奔至日本，結婚後再返回中國。對日抗戰期間為陳誠的得力部屬；勝利後，接受福建省主席陳儀邀請，同赴台灣擔任交通廳長及臺鐵局長。二二八事變後，陳儀遭撤換，任顯群隨之回到上海。
陳儀擔任浙江省主席時，起用任顯群擔任杭州市長。後陳儀被指與中國共產黨往來，遭逮年餘後，處決。任顯群則被指參與閩變，列名通緝名單，後經陳誠與吳國楨求情而得蔣中正赦免。1949年，接受吳國楨聘任台灣省政府財政廳長。
1953年，吳國楨赴美，任顯群卸下公職，開設律師事務所維生。同年，顧正秋解散劇團，在住處辦婚宴，成為任顯群二房。兩人在台北縣開設金山農場。1954年，因吳國楨事件牽連，遭情治單位跟監。1955年，族叔任方旭被誣陷為匪諜，任顯群曾任他的保證人，台灣省保安司令部以「知匪不報」罪名將其逮捕，判刑七年。章筠倩为营救任顯群四处奔走，曾向彭孟緝、嚴家淦等人求情，但除了俞鴻鈞之外，餘均未回應。一說為蔣經國追求顧正秋不成，遷怒任顯群，因而羅織罪名將他下獄。但據保密局特務谷正文之言，顧正秋與蔣經國之間並無任何往來活動；任顯群獲罪下獄之因，為蔣介石對任陪同吳國楨到官邸對他大聲講話一事無法釋懷。
1959年，經張群向蔣中正求情，任得以出獄。出獄後，持續開墾並擴增金山農場的果醬事業。
1975年身體檢查發現罹患肺癌，九個月後過世。

### 平反
2012年7月15日，時任中華民國總統馬英九向任顯群家人表示歉意，平反其匪諜罪名，頒發回復名譽證書。

## 家庭
任顯群與妻子章筠倩生有三子二女。
- 長子任筑山曾任小布希政府農業副部長；
- 次子任沅陵幼年夭折；
- 三子任昂青旅美，活跃在美中加三国微波通讯商业市场
- 長女任景文旅美；
- 次女任治平任職金融業，後為作家。[6]

情妇顧正秋，生有二子一女。
- 長子任和鈞，原為新竹玻璃公司總經理；1985年8月捲走公司現金及兩間工廠一千兩百多名員工的薪水，共一億八千餘萬元，帶妻女潛逃出境，定居美國休士頓，在美国同样爆出重婚和私生子女纠纷，於2008年因病過世；2010年台北地院因此將其侵占罪判決免訴[7]。
- 次子任志明留美之初即車禍喪生；
- 么女任祥曾是民歌歌手後爲作家，夫婿是知名建築師姚仁喜。

任显群之弟任超北（Norman C. Jen）是一位水利工程学家、纽约市立学院教授，他的女儿任璧莲是美国华裔作家。